# Megalichthys
Megalichthys — рід доісторичних лопастеперих риб, які жили в девонський і кам'яновугільний періоди. Це типовий рід родини Megalichthyidae. Типовим видом є M. hibberti. Вид M. mullisoni, названий на честь препаратора викопних решток C Фредеріка Муллісона, відомий із формації Катскілл у Пенсильванії.